# Albury Airport
Albury Airport är en flygplats i Albury, New South Wales, Australien. Den ligger fem kilometer från centrala Albury och elva kilometer från Wodonga.. Den färdigställdes den 15 december 1963 och invigdes den 13 september 1964.

## Destinationer[6]
- Adelaide
- Brisbane
- Melbourne
- Sydney